# Calophyllum bicolor
Calophyllum bicolor és una espècie botànica de plantes amb flor de la família de les calofil·làcies. Viu a Austràlia, Indonèsia i Papua Nova Guinea.